# Wilson Simonal
Wilson Simonal de Castro (Rio de Janeiro, 23 de fevereiro de 1938 — São Paulo, 25 de junho de 2000) foi um cantor e compositor brasileiro de muito sucesso nas décadas de 1960 e 1970, chegando a comandar um programa na TV Tupi, Spotlight, e dois programas na TV Record, Show em Si... Monal e Vamos S'imbora, e a assinar o que foi considerado na época o maior contrato de publicidade de um artista brasileiro, com a empresa anglo-holandesa Shell.
Cantor detentor de esmerada técnica e qualidade vocal, Simonal viu sua carreira entrar em declínio após o episódio no qual teve seu nome associado ao DOPS, envolvendo a tortura de seu contador Raphael Viviani. O cantor acabaria sendo processado e condenado por extorsão mediante sequestro, sendo que, no curso deste processo, redigiu um documento dizendo-se delator, o que acabou levando-o ao ostracismo e a condição de pária da música popular brasileira.
Seus principais sucessos são "Balanço Zona Sul", "Lobo Bobo", "Mamãe Passou Açúcar em Mim", "Nem Vem Que não Tem", "Tributo a Martin Luther King", "Sá Marina" (que chegou a ser regravada por Sérgio Mendes e Stevie Wonder, como "Pretty World"), "País Tropical", de Jorge Ben, que seria seu maior êxito comercial, e "A Vida É Só pra Cantar". Simonal teve uma filha, Patrícia, e dois filhos, também músicos, Wilson Simoninha e Max de Castro.
Em 2012, Wilson Simonal foi eleito o quarto melhor cantor brasileiro de todos os tempos pela revista Rolling Stone Brasil.

## Biografia

### Infância
Filho de Maria Silva de Castro, uma cozinheira e empregada doméstica mineira, e do também mineiro Lúcio Pereira de Castro, radiotécnico que havia se mudado com sua mulher para o Rio de Janeiro, Simonal recebeu esse nome em homenagem ao médico que realizou o parto. Mas, por obra de seu pai, o que deveria ter sido Roberto Simonard de Castro acabou tornando-se Wilson Simonal de Castro. Estudou em colégio católico chegando inclusive a ter aulas de canto orfeônico ao participar do coral mudando-se após para um colégio público. Na praça Antero de Quental, onde jovens se reuniam para passar os fins de semana, chegou a causar algum rebuliço cantando sucessos da época em inglês. Ali conheceu Edson Bastos, filho da pianista Alda Pinto Bastos, que lhe ensinou a tocar violão e piano e com quem pretendia formar um conjunto musical.
Mas os planos de formar um grupo musical foram interrompidos quando Simonal foi chamado para servir no 8º Grupo de Artilharia de Costa Motorizado (8º GACOSM) e neste quartel, que era famoso pelo seu time de futebol e pela sua banda, Simonal aprendeu a comandar plateias, já que era chefe da torcida do time do quartel, além de ter participado de vários bailes como cantor:
Percebi que podia dominar o público. Como, nem sei explicar direito. Descobri o valor da entonação e aprendi que há um segredo na maneira de falar, na maneira de olhar, na maneira de se portar. Quando não gritava, me impunha com o olhar, naturalmente.— Wilson Simonal em entrevista ao jornal Folha de S.Paulo, em 17 de julho de 1967

## Carreira

### Primeiro conjunto, carreira solo, Beco das Garrafas e estreia na TV
Em 1960, Simonal deu baixa do exército como sargento e, juntando-se ao irmão Zé Roberto e aos amigos Marcos Moran, Edson Bastos e Zé Ary, adotaram o nome de Dry Boys. O conjunto durou até os primeiros meses de 1961, quando se apresentaram no programa Clube do Rock de Carlos Imperial, na TV Tupi. Depois da apresentação tentaram um contrato com uma gravadora, por intermédio de Imperial, mas foram recusados. Isto levou o grupo ao fim, com Simonal seguindo carreira solo sob a proteção de Imperial, tornando-se também crooner do Conjunto Guarani, se apresentando como o "Harry Belafonte brasileiro", uma alusão ao Rei do calipso americano.
Com o fim dos Dry Boys, Simonal ficou sem ter onde morar, já que morar na casa da sua mãe em Areia Branca e trabalhar na Zona Sul não era possível. Carlos Imperial contratou-o como seu secretário, ao lado de Erasmo Carlos, e arranjou um modo de Simonal morar na casa de Eduardo Araújo que, ainda adolescente, morava em uma quitinete alugada pelo seu pai, no Catete. Nesta época, Simonal chegou a substituir Cauby Peixoto em uma apresentação na antiga Rádio Nacional carioca, conseguindo um contrato. Entretanto, a estada na casa de Eduardo Araújo não é longa e Simonal logo se muda para um apartamento de Imperial. Numa das apresentações do Clube do Rock conhece Tereza Pugliesi, que viria a ser sua esposa, e começa a namorá-la.
No mesmo ano torna-se crooner da boate Drink, pela qual chega, inclusive, a gravar duas faixas para um LP que só sairia em 1962. A sua exposição na boate lhe rende um contrato com a gravadora Odeon pela qual lançaria, em dezembro de 1961, seu primeiro compacto com "Terezinha", um Chá-chá-chá de Imperial em homenagem a namorada de Simonal, e "Biquínis e Borboletas". Ainda em dezembro, troca a Drink pela boate Top Club. Nos anos de 1962 e 1963, sua gravadora lançaria mais três compactos de Simonal de modo a testar sua receptividade em diferentes estilos musicais, antes de lançar seu disco de estreia em novembro de 1963, Tem "Algo Mais". Neste disco está "Balanço Zona Sul", seu primeiro sucesso nas rádios. Pouco antes do lançamento do álbum, casaria com Tereza Pugliesi (já grávida do primeiro filho do casal), em 24 de outubro de 1963.
O álbum e a música lhe dão maior exposição, provocando um convite da dupla Miele & Bôscoli para que ele deixasse o Top Club e passasse a se apresentar nos shows que eles organizavam, conhecidos como "pocket shows", no Beco das Garrafas. Simonal aceita e participa de várias apresentações entre o início de 1964 e meados de 1965.
quando surgiu o cantor no Beco das Garrafas, Simonal era o máximo para seu tempo: grande voz, um senso de divisão igual aos dos melhores cantores americanos e uma capacidade de fazer gato e sapato do ritmo, sem se afastar da melodia ou apelar para os scats fáceis.— O jornalista Ruy Castro sobre a aparição de Simonal no Beco das Garrafas
No dia 6 de abril de 1964 nasce seu primogênito, Wilson Simonal Pugliesi de Castro. Em julho de 1964, lança mais um compacto com "Nanã" e "Lobo Bobo", recebendo boa acolhida nas rádios e abrindo espaço para a gravação do seu segundo álbum, A Nova Dimensão do Samba, ainda considerado por muitos como o melhor disco da carreira de Simonal.
No final de 1964, chega a excursionar quarenta dias com a dançarina Marly Tavares e o conjunto Bossa Três, do pianista Luís Carlos Vinhas, pela Colômbia com o show "Quem Tem Bossa Vai à Rosa", o primeiro de Miele & Bôscoli que havia sido pensado para um teatro de verdade, isto é, fora do circuito do Beco das Garrafas. O sucesso no Beco e com as músicas gravadas trazem o interesse da TV Tupi em produzir um programa apresentado por Simonal. Assim, em janeiro de 1965 assina contrato para apresentar o programa Spotlight, mudando-se para São Paulo.
O programa era uma tentativa de tocar músicas de modo mais "sofisticado" e com arranjos mais próximos ao jazz americano da época, de Miles Davis e Gil Evans. Por isso, todos os seus lançamentos nesse ano seguem essa linha. Assim são o álbum autointitulado de março de 1965, o compacto do mesmo mês, o compacto duplo de julho de 1965 - acompanhado pelo Bossa Três e no qual Caetano Veloso foi lançado como compositor com sua música, "De Manhã" - e o seu quarto álbum, S'imbora. Exemplo disso são os arranjos de, entre outros, Eumir Deodato e J.T. Meirelles.
Foi nessa época que defendeu "Rio do Meu Amor", de Billy Blanco e "Cada vez mais Rio" de Luís Carlos Vinhas e Ronaldo Bôscoli, no I Festival da Música Popular Brasileira, da Tv Excelsior. Simonal se mostrava antenado com a música que estava sendo feita no país. Além de ter sido o segundo a gravar Caetano Veloso - sua irmã, Maria Bethânia, já o havia gravado, mas Simonal era mais conhecido -, foi o segundo a gravar Chico Buarque, apenas depois de Geraldo Vandré (que havia defendido "Sonho de um Carnaval" em 1965), mas antes de Nara Leão, frequentemente lembrada por ter sido quem lançou o compositor carioca. Também foi o primeiro a gravar Toquinho, defendendo uma canção sua, "Belinha", no III Festival da Música Popular Brasileira, de 1967.

### Mudança de canal, pilantragem e o Mug

Elizeth Cardoso e Wilson Simonal, 1966. Arquivo Nacional.

Em janeiro de 1966, acabou o contrato de Simonal com a TV Tupi e ele não queria renová-lo. Em vez disso, assinou com a TV Record que era o maior canal de TV brasileiro desde 1965, graças aos seus programas musicais, em especial O Fino da Bossa, comandado por Elis Regina e Jair Rodrigues e que era o reduto da bossa nova e da canção de protesto, e ao programa Jovem Guarda, comandado por Roberto Carlos, Erasmo Carlos e Wanderléa e propagador do iê-iê-iê. Logo no início, Simonal já passou a ser uma atração fixa no programa de Elis e Jair Rodrigues, mas participava também do programa dos jovem guardistas, algo que só ele e Jorge Ben faziam.
Neste ano, lançou mais dois compactos em abril e maio de 1966, sendo que o segundo, "Mamãe Passou Açúcar em Mim", gravado para a trilha sonora do primeiro filme d'Os Trapalhões (Na Onda do Iê-iê-iê) e com a banda The Fevers acompanhando o cantor, estourou nas rádios e foi o maior sucesso de Simonal até então. Na onda desse novo sucesso, em agosto de 1966, Simonal firma uma parceria com o Som Três, formado por Toninho na bateria, Sabá no baixo e César Camargo Mariano no piano, para que o grupo o acompanhasse na carreira solo e no seu futuro programa que deveria estrear ainda aquele ano. A ideia de Simonal e César Camargo Mariano era misturar bossa nova, samba, a nascente música soul americana, o jazz, a música de protesto e o rock que se fazia por aqui na época sem perder a qualidade, mas fazendo um som que eles definiam como "mais comunicativo", isto é, que se comunicasse melhor com as massas do que a bossa nova. Este novo som seria chamado futuramente de pilantragem, uma mistura de samba, iê-iê-iê e soul, constituindo-se em verdadeiro movimento, capitaneado por Wilson Simonal, Carlos Imperial e Nonato Buzar.
Algo que mantivesse a qualidade musical dele, a nossa, que estivesse dentro do espírito musical da época, mas que fosse algo evidentemente mais popular. E nem era "popular" o termo que a gente usava, era "comunicativo". Isso se transformou em um desejo legítimo nosso. Trabalhávamos o tempo todo em cima desse conceito. Era comum que nos trancássemos os quatro e passássemos dias bolando os arranjos, elaborando cada detalhe do repertório, buscando essa união do bom gosto com a comunicação imediata.— César Camargo Mariano em depoimento ao jornalista Ricardo Alexandre.
Assim, Simonal e o Som Três gravaram juntos pela primeira vez em 2 de fevereiro de 1966, numa rápida viagem ao Rio de Janeiro, a música "Carango" de Carlos Imperial e Nonato Buzar, que já havia sido gravada por Erasmo Carlos. A canção fez ainda mais sucesso que "Mamãe Passou Açúcar em Mim", como que garantindo que estavam na trilha correta. Estes nove meses nos quais Simonal trabalhou na Record sem programa próprio serviram para que ele adquirisse experiência e ensaiasse com o seu conjunto. E às 20h20m do dia 20 de outubro de 1966, estreou o seu programa "Show em Si... Monal", tendo entre os seus roteiristas Miele, Bôscoli, Carlos Imperial e Jô Soares. Nos intervalos do programa que, como era gravado, precisava, de quando em quando, parar para as trocas das fitas de rolo, Simonal entretinha o público com piadas, imitações e algumas músicas despretensiosas. Foi assim que surgiu a ideia de gravar "Meu Limão, meu Limoeiro" que, já sendo "sucesso" nos intervalos do programa, sairia no álbum Vou Deixar Cair, o quinto de Simonal. Este disco, que saiu em novembro de 1966, já começava a explorar a ideia da pilantragem, recorrendo a uma mistura de compositores e estilos, tudo "amalgamado" pelos arranjos de César Camargo Mariano. Ou, nas palavras de Sabá em depoimento para o jornalista Ricardo Alexandre, era algo que "não era iê-iê-iê, não era bossa-nova, não era canção de protesto, não era jazz, mas era tudo isso e era algo completamente diferente". Em setembro defendeu "Querendo Ficar", composição de Johnny Alf, no primeiro festival da Record, e em outubro defendeu, juntamente com o MPB4, "Maria", de Francis Hime e Vinicius de Moraes, no Primeiro Festival Internacional da Canção.
Capítulo singelo na história não só de Simonal como também da música popular brasileira é a campanha ou happening do Mug. Mug era um boneco de "pano preto, redondo e sem pescoço, com os olhos esbugalhados, cabelos vermelhos e calça xadrez ao estilo escocês, que virou febre ao ser vendido como amuleto da sorte para o Ano-Novo de 1967". Os mais variados artistas e personalidades participaram da campanha, como o Zimbo Trio, Chico Buarque, Ary Toledo, Hebe Camargo e Mauricio de Sousa, além, é claro, de Simonal. Aproveitando o momento, Simonal estreou em dezembro um show produzido por Miele & Bôscoli no Teatro Princesa Isabel, em Ipanema. O nome era "Mugnífico Simonal" e trazia o cantor acompanhado da sua banda, o Som Três, cantando músicas e realizando alguns esquetes.

### Alegria, Alegria

Wilson Simonal, 1969. Arquivo Nacional.

Na temporada no Teatro Princesa Isabel com o show "Mugnífico Simonal", o cantor escreveu nos bastidores uma música com Ronaldo Bôscoli. Nela assumia-se negro e falava em luta, em uma reflexão sobre Martin Luther King Jr., pastor americano ícone na luta pelos direitos civis naquele país. A canção foi tocada na temporada do show e gravada pela banda em 28 de fevereiro de 1967, mas, como era de se imaginar, ficaria retida na censura por quatro meses. Ainda assim, na entrega do troféu Roquete Pinto para os melhores do ano, Simonal cantou a música para um Teatro Paramount lotado, fazendo um discurso:
Essa música, eu peço permissão a vocês, porque eu dediquei ao meu filho, esperando que no futuro ele não encontre nunca aqueles problemas que eu encontrei, e tenho às vezes encontrado, apesar de me chamar Wilson Simonal de Castro.
O compacto foi lançado em junho de 1967 e estreou direto no primeiro lugar na parada do IBOPE. No mesmo mês, houve a gravação de um álbum ao vivo e duplo para comemorar o primeiro aniversário do show. Realizado no mesmo Teatro Paramount onde ocorria o programa de Simonal, encerrou com quatro mil pessoas cantando em uníssono "Tributo a Martin Luther King". Em setembro de 1967, lançou mais um compacto, "Nem Vem Que não Tem", que fez um sucesso imenso, só ultrapassado na carreira do cantor por "Sá Marina" e "País Tropical". No dia 6 do mesmo mês, o programa de Simonal na TV trocou de horário e de nome e ganhou a participação de Chico Anysio, passando a chamar-se Vamos S'imbora e deixando as 22h40m de domingo para passar para as 20h10m de quarta-feira.
No famoso III Festival da Música Popular Brasileira, da TV Record, Simonal foi indicado como intérprete por tantos compositores que a organização abriu uma exceção para que ele apresentasse uma música em cada uma das três eliminatórias. Assim, o cantor defendeu "Balada do Vietnã", de Elizabeth Sanches e David Nasser, vestido de guerrilheiro; "O Milagre", de Nonato Buzar, com um grande crucifixo no peito; e "Belinha", de Toquinho e Victor Martins, "vestido de pilantragem".
No mês seguinte sairia o próximo álbum de Simonal e o primeiro de quatro a se chamar Alegria, Alegria!!!, bordão que Simonal usava na televisão e que Caetano Veloso pegou emprestado para usar como nome de uma música no festival do mês anterior. O disco era pilantragem pura, com várias cantigas de roda, palmas, muita gente no estúdio durante a gravação e alguns sucessos, como "Vesti Azul".

### Mudanças no som
Em junho de 1968, Simonal lançou "Sá Marina", de Antonio Adolfo e Tibério Gaspar, uma música que seria o segundo maior sucesso de sua carreira e o maior até então. O arranjo de César Camargo Mariano tornava a música delicada, quase um soul. A música também tornou-se o maior "cartão de apresentações" de Simonal no exterior, tendo sido gravada por Sérgio Mendes, Herb Alpert & Tijuana Brass e Stevie Wonder como "Pretty World". Um mês depois estrearia um novo show pra teatro do cantor. "Horário Nobre" era dirigido por João das Neves, que era egresso do Centro Popular de Cultura da UNE e visto como um diretor de teatro combativo e político, e estreou no Teatro Toneleros no dia 12 de julho de 1968. O show foi sucesso de crítica por ser tido como menos óbvio já que não trazia simplesmente sucessos de Simonal ("Meu Limão, meu Limoeiro" nem constava do show), mas continha momentos diferentes como interpretações de Cole Porter e George Gershwin. Também tinha comentário político, com Simonal se solidarizando com os atores da peça Roda Viva, que haviam apanhado de membros do Comando de Caça aos Comunistas, um grupo paramilitar da época.
Em agosto de 1968, saiu o segundo disco de Simonal com o nome Alegria, Alegria, tendo como subtítulo Quem Não Tem Swing Morre com a Boca Cheia de Formiga. Este segundo disco continua na guinada do cantor em direção a um som mais próximo ao soul e ao funk estadunidenses. Além de "Sá Marina", o álbum traz também "Zazueira", de Jorge Ben e, puxado por essas músicas, teve boa vendagem no mercado fonográfico nacional. Em outubro, o cantor e sua banda tocaram no Olympia em Paris, aproveitando para tocar também na TV daquele país e realizar uma pequena turnê internacional.

Wilson Simonal e seu sósia, 1969. Arquivo Nacional.

Voltando ao Brasil, começaram os preparativos para mais um show teatral de Simonal, que seria batizado "De Cabral a Simonal". Com direção de Oswaldo Loureiro e textos de Arnaud Rodrigues e Oduvaldo Vianna Filho, estreou em janeiro de 1969 no mesmo Teatro Toneleros de "Horário Nobre". Este foi seu show de maior sucesso de público, rodando o país todo e contando com a banda de Simonal, o Som Três, reforçada com metais, a percussão de Don Chacal e a guitarra de Luiz Cláudio Ramos, da banda "A Brazuca". Um dos pontos altos do show era protagonizado por seu coreógrafo, Gerson Côrtes. Utilizando um jogo de luz e sombras ele aparecia no palco dançando enquanto Simonal aparecia no fundo dos teatros, dando a impressão que estava em dois lugares ao mesmo tempo. Graças ao sucesso do show, Gerson conseguiu gravar um compacto pela CBS, "Não Volto mais Aqui". Anos depois, faria sucesso como Gerson King Combo.
Em 5 de fevereiro de 1969 seu contrato com a TV Record terminava e seu show, o "Vamos S'imbora", saiu do ar. Renegociou o contrato por mais alguns meses apenas para aparições esporádicas, já que a agenda de shows não estava permitindo as gravações toda semana. Em abril do mesmo ano saía o seu terceiro álbum, Alegria, Alegria, com o subtítulo de Cada um Tem o Disco que Merece. Neste disco, o Som Três foi definitivamente ampliado, passando a contar com o sax barítono de Aurino, o trompetista Darcy, seu irmão Zé Roberto Simonal no sax, Maurílio no trompete e Juarez no sax tenor, além de Chacal tocar frequentemente percussão nos discos e Sabá passar a usar um contrabaixo elétrico. Os destaques do disco eram os arranjos mais complicados de César Camargo, utilizando vários instrumentos diferenciados para conseguir sons, como fagotes e flugelhorns, além do lançamento de "Mustang Cor de Sangue" dos irmãos Marcos Valle e Paulo Sérgio Valle, saindo da pilantragem em direção a um som cada vez mais soul e mais próximo do que Sérgio Mendes fazia nos EUA.

### O contrato com a Shell e o últimoAlegria, Alegria
Ricardo Amaral, um empresário carioca, resolve promover uma turnê de Sérgio Mendes no Brasil. Fala com a Shell atrás de patrocínio e consegue agendar dezessete shows a serem realizados em vinte dias por todo o país, com cachê de 1 milhão de dólares por apresentação para o artista. O contrato incluía uma apresentação a ser gravada e transmitida pela TV Tupi, no Clube Monte Líbano, e uma apresentação a preços populares no Maracanãzinho, a última da turnê. Pelo tamanho do Maracanãzinho, o show foi "engordado" com outras atrações como Jorge Ben, Marcos Valle, Gal Costa, Maysa, Milton Nascimento, Os Mutantes, Gracinha Leporace, Pery Ribeiro e Wilson Simonal. Caso sobrassem ingressos eles seriam comprados pela Shell e utilizados em promoções nos seus postos de gasolina.
Ficou acertado que Simonal faria o show que antecederia o de Sérgio Mendes com os grupos Brasil '66 e Bossa Rio. No dia 5 de julho de 1969, trinta mil pessoas lotavam o Maracanãzinho, não tendo sido necessária a compra dos ingressos pela empresa patrocinadora. O destaque negativo do show era o som dos amplificadores, que eram engolidos pelo barulho que vinha da plateia. Simonal entrou nervoso, já que nunca tinha tocado para um público tão grande e, além do mais, para ele e sua banda aquele público estava ali para ver Sérgio Mendes. Mas o que aconteceu viraria notícia em toda a imprensa no outro dia: Simonal tocou seis ou sete músicas - apenas hits - e foi ovacionado, com a plateia cantando junto com ele durante todo o show, além de ter dividido o público em vozes tal como fazia no seu antigo programa de TV durante "Meu Limão, meu Limoeiro". O sucesso foi tanto que, quando o show terminou, Simonal desmaiou no camarim.
Foi nesse clima que Sérgio Mendes subiu ao palco e iniciou sua apresentação. Quando começou a tocar "Pretty World" (sua versão de "Sá Marina") o público delirou. Entretanto, quando as vocalistas de sua banda começaram a cantar a letra em inglês, a plateia começou em coro a gritar "Simonal! Simonal!". Somente quando o cantor subiu ao palco para cantar "Sá Marina" o público sossegou. Sérgio Mendes acabaria sendo muito aplaudido quando tocou sua versão de "Mas que Nada". A cobertura da imprensa foi extremamente favorável a Simonal, enaltecido mais do que Sérgio Mendes por alguns (como Nelson Motta no jornal Última Hora). O Pasquim tripudiou Sérgio Mendes, considerado vendido pelo tabloide, publicando que Simonal "jantou" o músico niteroiense.
O impacto do show foi tão grande na cúpula de marketing da Shell, que estava assistindo a tudo no Maracanãzinho, que Simonal passou a ser sondado para assinar um contrato como garoto propaganda da companhia. Enquanto estava em conversações com a empresa, o cantor lançou o que viria a ser o seu maior sucesso comercial, "País Tropical". Simonal conheceu a canção quando foi levado por Jorge Ben para assistir a um show de Gal Costa, com quem Jorge Ben estava tendo um caso. Lá o cantor viu Gal cantar "País Tropical" e, ignorando a preferência dada por Jorge Ben para a cantora gravá-la, arrastou-o para o estúdio para mostrar a canção à sua banda. Simonal fez grandes modificações na música, cortando estrofes inteiras, introduzindo menções ao slogan da Shell na época ("algo mais") e inventando um bis para a música no qual cantava-se apenas a primeira sílaba das palavras, criando o célebre termo "patropi", utilizado até hoje para referir-se ao Brasil.
A Shell, após ter tido como garotos-propaganda Os Mutantes, avaliava que precisava de um grande nome (como Roberto tinha sido nos tempos do programa Jovem Guarda), já que acreditava que a parceria com o grupo paulista havia sido mais benéfica para os artistas do que para a companhia. Assim, após a apresentação de Simonal no Maracanãzinho, a empresa acreditou que tinha achado o homem certo. No dia 16 de setembro de 1969, o artista assinou um contrato de publicidade com a Shell, sendo chamado pela imprensa da época de "o mais fabuloso contrato de publicidade já assinado no Brasil", com uma duração inicial de seis meses, sendo renovado em março de 1970 por mais um ano, com condições ainda mais vantajosas para Simonal.
Simonal já vinha há algum tempo flertando com a ideia de tomar conta da própria carreira autonomamente, criando uma pessoa jurídica que faria toda a sua movimentação financeira, reduzindo custos e tributos. A convivência com Sérgio Mendes, que era "empresário de si próprio", e João Carlos Magaldi, publicitário de muito sucesso na época, assim como os exemplos de músicos de fora como Frank Sinatra que tinha fundado a Reprise Records e os Beatles que haviam iniciado a Apple Corps, levaram Simonal à conclusão que este era o melhor caminho a seguir para sua carreira. Assim, no dia 12 de setembro de 1969, o cantor juntou alguns amigos, entre eles o empresário Ruy Brizolla, para tocarem a produtora, criando a Simonal Produções Artísticas.
No mês seguinte, o contrato com a Shell começou a render seus frutos. Magaldi tinha excelentes contatos na Globo - por ser padrinho de casamento de Boni e, além disso, serem sócios em uma empresa -, conseguindo que Simonal fosse indicado presidente do júri do IV Festival Internacional da Canção, que fizesse o show de entreato da final e, também, que fosse o embaixador do evento no ano seguinte. No dia 4 de outubro de 1969, Simonal subiu ao palco do Maracanãzinho, dessa vez com várias pessoas segurando cartazes em referência ao cantor, outras com bandanas na testa, tal qual o próprio cantor, e regeu o público como se fosse um coral novamente, dividindo a plateia em vozes durante "Meu Limão, meu Limoeiro".
Em novembro de 1969, chegou às lojas o quarto e último álbum de Simonal com o título de Alegria, Alegria. Tentando aproveitar-se do sucesso de "País Tropical" e do show de encerramento do FIC no Maracanãzinho, o disco continha como subtítulo o monólogo introdutório do cantor na música, Homenagem à Graça, à Beleza, ao Charme e ao Veneno da Mulher Brasileira, além de a capa ser uma imagem do cantor durante o show. O disco vendeu bem, trazendo ainda a música "Que Maravilha", uma composição de Jorge Ben e Toquinho. No mesmo mês, o músico foi o anfitrião da festa do milésimo gol de Pelé: como o jogador também era patrocinado pela Shell, a empresa promoveu o show, que ocorreu no dia da bandeira daquele ano, e, nada mais natural, chamou seu outro contratado para ser o mestre de cerimônias.

### A Copa do Mundo e o início do fim

Wilson Simonal, 1971. Arquivo Nacional.

Em janeiro de 1970, Simonal excursionou pela Europa como embaixador do FIC daquele ano e aproveitou para promover a sua própria carreira além-mar, tendo conseguido que todos os nove músicos que compunham sua banda (o Som Três mais os "metais com champignon", como o cantor chamava o naipe de metais) acompanhassem a comitiva. Apresentou-se no Midem, na França, na TV RAI da Itália, chegando a gravar uma versão em italiano de "País Tropical" para ser lançada naquele país, e também na televisão portuguesa. Ao voltar ao Brasil, gravou o novo hino do FIC, composto por Miguel Gustavo e acompanhado por uma banda regida por Lyrio Panicali.
Após temporada na boate Sucata no início do ano, Simonal e sua banda (o único músico que não foi junto foi o baterista Toninho, substituído por Victor Manga, da banda "A Brazuca") embarcaram para o México em maio de 1970 para acompanhar a Seleção Brasileira de Futebol na Copa do Mundo daquele ano. Antes da viagem, na qual faria apresentações na boate El Dorado, em Guadalajara, e uma temporada de quarenta e cinco dias no hotel Camino Real, Simonal deixou gravadas quatro músicas para o lançamento de um compacto duplo em junho daquele ano, contendo, entre outras, "Aqui É o País do Futebol" de Milton Nascimento e Fernando Brant, para que pudesse se ausentar do país deixando algo pra ser lançado. Lá, o cantor conquistou o povo mexicano, em uma estratégia planejada por João Havelange para que a equipe se sentisse em casa, e participou ativamente da vida do time, conseguindo acesso livre à concentração, além de ter chegado a lançar um álbum em solo mexicano, México '70, que viria a ser lançado no Brasil apenas quarenta anos depois.
Em 24 de junho de 1970, estreou o filme É Simonal, indo na onda dos filmes com músicos que existiam à época. Dirigido por Domingos de Oliveira, que havia dirigido o sucesso Todas as Mulheres do Mundo, contava com produção de César Thedim e com a atriz Irene Stefânia, além de participações especiais de Marília Pêra, Jorge Dória, Milton Gonçalves, Ziembinski e trilha sonora de Erlon Chaves. O filme naufragaria nas bilheterias em 1970, devido ao fato de ter que competir com Roberto Carlos e o Diamante Cor-de-rosa, maior bilheteria do ano no Brasil, e, depois, com Let It Be, dos Beatles. Em 1971, no seu relançamento, o filme não conseguiria atrair boas bilheterias novamente, devido a aparição de Simonal nas páginas policias.
No dia 19 de agosto, Simonal e sua banda entraram em estúdio e gravaram o que ele chamava de "músicas nativistas", e que incorporavam uma visão ufanista do país. Assim, além do hino do FIC, gravado mais cedo aquele ano, incluíam também "Que cada um Cumpra o seu Dever", do próprio cantor, e "Brasil, Eu Fico" e "Resposta", ambas de Jorge Ben Jor. Esta última canção era uma resposta à "Paris Tropical", de Juca Chaves, canção esta que, por sua vez, era uma sátira à "País Tropical".
O contrato com a Shell previa, mensalmente, "shows em rede nacional de altíssima qualidade", entretanto, o único destes shows ocorreu em setembro de 1970 quando Simonal recebeu Sarah Vaughan para um concerto acompanhado do Som Três, da banda da Tupi (regida por Erlon Chaves), e do conjunto de Sarah (John Donald Abne no piano, Gene Perio no baixo e Jimmy Cobb na bateria). No show os dois cantaram vários clássicos, incluindo um dueto em "The Shadow of Your Smile", para encerrar. A transmissão ocorreu no dia 20, um domingo, durante o programa de Flávio Cavalcanti, contando ainda com a dupla Miéle e Bôscoli na produção.
Nos últimos meses Simonal vinha preparando um álbum, em sua cabeça, que deveria chamar-se Samba Soul, tendo, inclusive, músicas já reservadas para o cantor, como "Atropelado Bacharel", de Marcos Valle, e "Mano Caetano", que Jorge Ben havia feito para Caetano Veloso, que se encontrava exilado. Entretanto, devido à falta de foco em música (o Som Três estava em franca desaceleração, fazendo cada vez menos shows e gravando cada vez menos), o álbum acabou virando lenda. Para ter um álbum para lançar ainda aquele ano, o cantor e sua banda entraram em estúdio em outubro e, em apenas três dias, gravaram o que seria o álbum Simonal, considerado por alguns como um dos melhores de sua carreira, devido a sua despretensão, entrosamento e coesão, afinal, havia sido praticamente gravado ao vivo em estúdio. O álbum foi lançado em dezembro daquele ano, juntamente com o compacto contendo "A Tonga da Mironga do Kabuletê", que seria a última música de Simonal arranjada por César Camargo Mariano e o último no qual o compositor era acompanhado pelo Som Três.
Para o lançamento do álbum, Simonal estrearia um show no Canecão, produzido pela dupla Miele & Bôscoli, que seria o último com a participação do Som Três e o último de sua fase de sucesso. O nome seria Simona/Simonal, concebido pela dupla fazendo uso da velha dicotomia entre o "Simonal" sofisticado, cantor de bossa nova, e o "Simona" pilantra: o showman, o entertainer. Uma semana antes da estreia é que o Som Três e César Camargo Mariano foram avisados que o espetáculo aconteceria, tendo sido chamados para ensaiar as músicas já arranjadas por Erlon Chaves, já que o show contaria também com a presença da banda Veneno. Neste ensaio, Simonal recusou todas as músicas arranjadas pelo maestro, com a exceção da abertura e do encerramento (nas quais ele não cantava). Então, César Camargo teve apenas quatro dias para rearranjar tudo e, as duas bandas, mais dois dias para ensaiar aqueles novos arranjos a tempo da estreia. No final, deu tudo certo e o espetáculo foi um sucesso de público e crítica, ficando em cartaz até fevereiro de 1971.
No dia 22 de abril de 1971, Simonal estava participando da gravação do programa Som Livre Exportação, da Rede Globo. O programa consistia em uma espécie de festival itinerante pelo país que era gravado e editado para transmissão na televisão. A gravação ocorria em Brasília quando, um pouco antes de entrar no palco, Simonal brigou com César Camargo Mariano nos bastidores e este último voltou para o hotel para fazer as malas e viajar pra São Paulo, dando por encerrada a parceria de sucesso. Simonal acabaria apresentando-se com a Banda Veneno de Erlon Chaves e César Camargo viraria pianista e arranjador de Elis Regina, com quem acabaria se casando.

### Episódio do contador
Em setembro de 1970, a Simonal Produções Artísticas completaria seu primeiro ano de vida e, com isso, seria realizado seu primeiro balanço anual. Pelo volume de contas não pagas no escritório, Simonal desconfiou que alguma coisa estava errada e ordenou uma devassa nas contas ao seu encarregado, Ruy Brizolla. Brizolla chamou um amigo seu de São Paulo, Raphael Viviani, para organizar o balanço da empresa e fazer com que ela passasse a operar no azul. Viviani assumiu suas funções em 24 de setembro e, logo nos primeiros dias, assustou-se com a quantidade de gastos pessoais lançados na conta da empresa e com o hábito dos amigos do cantor de realizarem "saques" diretamente da conta da Simonal Produções.
Na mesma época, para conseguir aumentar o volume de dinheiro entrando, Simonal decidiu renegociar o contrato que havia assinado com a Rede Globo para participar do Festival Internacional da Canção de 1970 como jurado e como estrela do show de encerramento, além de pedir um programa semanal na grade da emissora carioca. Apesar de não ter o apoio de Magaldi, que gerenciava seus contratos de marketing, reuniu-se sozinho com Boni e Walter Clark em um restaurante e os dois diretores da Globo negaram-se terminantemente a rever contratos, mas prometeram estudar a proposta de um programa. Simonal, insatisfeito, acabou brigando com os dois dizendo que se não revissem o contrato, ele não participaria do festival. Quando o cantor tornou a briga pública, no programa de Flávio Cavalcanti da semana seguinte, a Globo decidiu boicotar o cantor não só do festival, mas de toda a sua grade de programas.
Assim, antes mesmo do fim do contrato com a Shell, que se daria em março de 1971, Simonal começou a desmontar a estrutura da sua empresa, antevendo a diminuição de receitas. Como acreditava que estava sendo lesado e suspeitava de todo mundo, rompeu com todos: Magaldi, Brizolla e Viviani. O contador foi demitido em maio de 1971, tendo Simonal alegado "incompetência profissional". Só que, como Viviani havia sido trazido de São Paulo para o Rio de Janeiro por Brizolla e o aluguel de seu apartamento era pago por Simonal, que também era o seu fiador, o escriturário, desempregado e sem perspectiva de emprego numa cidade nova, parou de pagar o aluguel e entrou com uma ação trabalhista contra Simonal, para receber as verbas indenizatórias relativas ao tempo em que havia trabalhado na empresa do cantor.
Simonal ficou com muita raiva: havia perdido seu apartamento, seu escritório, seus funcionários, sua banda, seu arranjador e estava vendo seu sucesso e prestígio ruírem. Para completar, agora estava respondendo a dois processos (o trabalhista e a cobrança dos aluguéis não pagos por Viviani) por causa de pessoas que o cantor acreditava que o haviam roubado. Simonal queria que Viviani confessasse o desfalque que ele acreditava que havia ocorrido e, para conseguir isso, recorreu a alguns policiais, agentes do DOPS, que o cantor conheceu quando foi interrogado em 1969, por causa de uma bandeira da União Soviética presente no cenário do show "De Cabral a Simonal". Eles criaram uma história toda para justificar a "ajuda" que prestariam a Simonal como uma ação legal.
A história era baseada em uma declaração que Simonal assinou no DOPS no dia 24 de agosto. Nela o cantor dizia que vinha recebendo ameaças anônimas através do telefone da sua casa e que acreditava que essas ameaças eram feitas por seu ex-contador, Raphael Viviani. Além disso, Simonal declarava-se como "antigo colaborador do DOPS" e "divulgador do programa democrático do governo da República". O cantor terminava oferecendo seu carro e seu motorista ao DOPS já que, pretensamente, o departamento estaria com problemas em conseguir veículos para realizar diligências. No dia seguinte, os policiais Hugo Corrêa de Mattos e Sérgio Andrade Guedes foram até a casa de Viviani no Opala do cantor e identificaram-se como "policiais do DOPS a serviço de Simonal", levaram o escriturário para a sede da Simonal Produções Artísticas e revelaram que queriam que ele confessasse o desfalque. Como Viviani negou por quase uma hora qualquer desvio, foi levado para a sede do DOPS, comandada por Mário Borges. Lá, como continuava a negar, foi torturado e, quando ameaçaram sua família, aceitou assinar uma declaração confessando o desfalque.
O que os policiais do DOPS não esperavam era que, após quase 20 horas sem notícias do marido, a mulher de Viviani fosse à polícia prestar queixa de sequestro, contando a história de dois homens que foram a sua casa, se dizendo vinculados ao DOPS e a serviço de Wilson Simonal, e levaram seu marido. Na sexta-feira, dia 27, logo após a realização de exame de corpo de delito que confirmava que Viviani havia sido vítima de tortura, quinze policiais foram destacados para encontrar Wilson Simonal e levá-lo para depor. Simonal manteve-se fiel à sua declaração do dia 24 de agosto e, após o depoimento, o delegado Ivã Santos Lima enviou uma cópia para a imprensa.
O inquérito policial foi finalizado e enviado ao promotor Pedro Fontoura, que em 21 de julho de 1972 ofereceu denúncia pelos crimes de extorsão simples e extorsão mediante sequestro contra Wilson Simonal, Luiz Ilogti (seu motorista), Mário Borges, Hugo Corrêa de Mattos e Sérgio Andrade Guedes. A sentença de primeiro grau saiu em 11 de novembro de 1974 e o juiz João de Deus Lacerda Menna Barreto inocentou o segundo e o terceiro réus, ficando os outros três condenados a cinco anos e quatro meses apenas pelo crime de extorsão. Simonal foi preso imediatamente e passou nove dias na cadeia até que os três desembargadores da 3ª Câmara Criminal do Tribunal de Justiça do Rio de Janeiro concedessem, por unanimidade, um habeas corpus para soltar o cantor. No dia 03 de julho de 1976, saiu o resultado da apelação e Simonal, bem como os dois policiais, tiveram o crime reclassificado de extorsão mediante sequestro para constrangimento ilegal e a pena mudada para seis meses, a serem cumpridos no regime aberto. No final daquele mesmo ano Simonal estaria quite com a justiça brasileira.

### Inconstâncias e incertezas
A acusação de extorsão mediante sequestro pegou a carreira de Simonal em um momento delicado de redefinição: alguns críticos acreditam que Simonal fazia o movimento de guinada para um estilo mais próximo ao soul e ao funk, mas este movimento nunca foi completado devido aos problemas não musicais que acabaram criando problemas musicais (como a dificuldade em arranjar repertório e apresentações). Entre junho e agosto de 1971, Simonal gravou Jóia, Jóia, seu último trabalho pela Odeon e o primeiro sem o Som Três, marcando a estreia de Sérgio Carvalho como pianista e arranjador do cantor. Sem um grande sucesso radiofônico, o disco não obteve boas vendagens, tendo apenas a música "Na Galha do Cajueiro" tocado no rádio. Simonal, em busca de novos ares, resolveu abandonar a Odeon e seu empresário, Marcos Lázaro, conseguiu para o cantor um contrato com a Philips de André Midani.

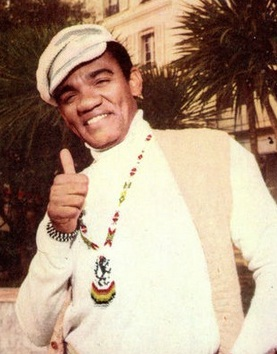
Wilson Simonal em 1972.

Em 1972, já na nova gravadora, Simonal gravou Se Dependesse de Mim. O disco, produzido por Nelson Motta, deveria ser a redenção de Simonal. Entretanto, a fama de delator que o cantor foi, progressivamente, adquirindo após o episódio do contador acabou por contaminar a reação da crítica especializada ao trabalho: os jornalistas escreviam mais sobre as atividades do cantor com o DOPS do que sobre o disco. Ainda assim, o álbum vendeu 14 mil cópias, volume considerado baixo para um artista popular como Simonal (esperava-se que vendesse pelo menos 100 mil cópias), mas comparável ao que vendiam Caetano Veloso e Os Mutantes, por exemplo. Assim, a ideia da gravadora para melhorar as vendagens foi "reenquadrar" o cantor como um cantor de partido-alto ou de sambão ou samba-jóia, já que o samba vivia um bom momento, com Martinho da Vila, Clara Nunes, Beth Carvalho, Benito di Paula e a dupla Antônio Carlos e Jocáfi. Jair Rodrigues havia feito o mesmo movimento com muito sucesso (cantando "Festa para um Rei Negro") e o resultado parecia, para a gravadora, promissor. O disco lançado deste "reenquadramento" é Olhaí, Balândro... É Bufo no Birrolho Grinza!, lançado em novembro de 1973, e, embora não seja considerado ruim musicalmente, mostra a patente falta de convicção dos músicos: o maestro Sérgio Carvalho não conseguia fazer valer a sua opinião (e a dos músicos) e isso dava em um resultado muito frouxo musicalmente. Apesar disto, o álbum teve uma música que chegou às rádios populares ("Dingue li Bangue") e vendeu mais do que o seu antecessor (21 mil cópias).
Em 11 de junho de 1974, Simonal estreou o espetáculo Circus, seu último grande show, no Canecão. Com produção de Augusto César Vannucci e Ronaldo Bôscoli, contava com a participação de Sônia Santos, Kate Lyra e Carlos Leite e, embora escorraçado pela crítica, ficou em cartaz até setembro, garantindo sessenta e nove apresentações. Em novembro daquele ano sairia Dimensão 75, último disco do contrato com a Philips. O repertório do disco é variado, contendo desde sambões até músicas românticas. Dentro desse universo o que fez mais sucesso foi "Cuidado com o Buldogue", inédita de Jorge Ben que começou a ter boa repercussão nas rádios, mas, quando a canção estava decolando, sobreveio a prisão de Simonal em 11 de novembro de 1974. Em setembro de 1975, Simonal assina contrato com a RCA para a produção de outros três discos. Lá, teria a oportunidade de gravar versões em português de sucessos internacionais licenciados pela gravadora e, também, de trabalhar com Cayon Gadia, aficionado por música negra americana e que daria uma cor diferente ao próximo disco do cantor, Ninguém Proíbe o Amor. Gravado com uma banda de estúdio e com arranjos de José Briamonte, é um disco inventivo e com arranjos sofisticados, o preferido de Simonal por vários músicos, como Ed Motta. Ainda assim, o disco foi ignorado por boa parte da crítica e detonado por outros, como o crítico Maurício Kubrusly, do Jornal da Tarde.
Quando já estava com mais material pronto para um segundo disco na mesma linha de Ninguém Proíbe o Amor, Simonal foi convencido a lançar uma versão de "Viva América", grande sucesso na Europa, batizada de "A Vida É Só pra Cantar". Lançada em outubro de 1976, o compacto fez um sucesso enorme nas rádios, chegando a vender 100 mil cópias, maior marca do cantor desde "País Tropical". Com esse sucesso, o cantor conseguiu apresentar-se no Globo de Ouro, sua primeira aparição na Rede Globo desde 1971. Entretanto, o álbum homônimo contendo a canção foi lançado apenas em abril de 1977 e, contendo "versões discoteca" de antigos sucessos e sem o sucesso do compacto para puxar as vendas, o disco vendeu muito menos. Com a desilusão, a gravadora desistiu de investir tanto dinheiro no cantor. Apenas em 1979 Simonal lança outro disco, Se Todo Mundo Cantasse Seria Bem Mais Fácil Viver, mais próximo do álbum de 1975, mas com forte apelo na nostalgia, contando com várias canções famosas da bossa-nova, num forte tom de despedida. Ao final do ano, o cantor seria dispensado da sua última grande gravadora.

### Ostracismo e morte
A década de 1980 começou com Simonal tornando-se "independente": o cantor trocou de empresário e soltou alguns lançamentos pela WM Produções (pequeno selo independente de seu novo empresário) e com arranjos em grande parte feitos pelo próprio cantor, utilizados apenas para gerar alguma mídia e proporcionar repertório para os shows, carro chefe da carreira de Simonal após o episódio do contador. Na primeira metade da década, Simonal lançou apenas dois discos (Alegria Tropical e Simonal) e dois compactos que trazem de novo apenas a estreia fonográfica de seu filho, Max de Castro, então com dez anos. Simonal passaria mais de uma década sem lançar nenhum disco no mercado brasileiro e, com seus discos clássicos fora de catálogo, caiu em absoluto esquecimento. Apesar de não lançar discos, continuou fazendo shows pelo país todo, agora trocando os grandes espetáculos por pequenas temporadas em boates, churrascarias e pequenas casas de shows.
Ele dizia para mim: "Eu não existo na história da música brasileira".— Sandra Cerqueira, segunda mulher de Simonal, em depoimento para o documentário Simonal - Ninguém Sabe o Duro que Dei.
Com o passar dos anos Simonal tornou-se alcoólatra, bebendo principalmente uísque. O consumo da bebida anestesiava as pregas vocais que eram forçadas pelo cantor sem que este percebesse. Com isso, Simonal foi gradativamente perdendo a capacidade vocal, chegando aos anos 90 com a voz muito debilitada. O disco Os Sambas da minha Terra, lançado em 1991, foi gravado apenas graças a uma fã que pagou as horas de estúdio, os músicos e o cachê de Roberto Menescal produzindo e arranjando. O próprio Menescal ofereceu-o a todas as grandes gravadoras brasileiras, mas só conseguiu o lançamento pela Columbia da Venezuela, que era dirigida por um amigo seu na época. Simonal ficou muito deprimido nesse período, recuperando-se apenas com o segundo casamento, com Sandra Cerqueira em 1994.
Em 1994, saiu A Bossa e o Balanço, primeiro registro de Simonal na era do CD, contendo seus principais sucessos e com texto de Ronaldo Bôscoli (que viria a falecer dali alguns meses), a coletânea lançada pela WEA (através do selo "All the Best") foi o responsável por apresentar Simonal a toda uma nova geração. Com o lançamento da coletânea, Simonal voltou a ter mídia, aparecendo no humorístico Escolinha do Professor Raimundo, de seu amigo Chico Anysio, e tendo a oportunidade de gravar um novo disco para o mercado brasileiro, depois de mais de uma década. O álbum Brasil sairia pela pequena gravadora Movieplay no início de 1995, com arranjos do próprio Simonal e repertório saudosista, variando entre regravações e clássicos do cancioneiro nacional. No ano seguinte, saiu Bem Brasil - Estilo Simonal, por outra pequena gravadora (Happy Sound), contando com programações de teclados e uma pequena participação especial de Toninho e Sabá, revivendo dois terços do Som Três. O "revival" de Simonal continuava com o convite do produtor Max Pierre, então diretor-artístico da PolyGram, para que César Camargo Mariano produzisse um disco intitulado Casa da Bossa, contando com a participação de músicos consagrados da bossa em duetos com músicos mais novos. César logo pensou em Simonal e marcou para ele um dueto com Ivete Sangalo, mas, devido a problemas com a voz, Sandra de Sá foi quem acabou sendo escalada para o dueto em "Lobo Bobo".
No dia 25 de março de 2000, Simonal fez o seu último show, no Espaço Memphis, um bar em Moema. Alguns dias depois foi internado no Hospital Sírio-Libanês, recebendo visitas de Jair Rodrigues e, inesperadamente, de Geraldo Vandré. O cantor morreu em 25 de junho de 2000, vítima de uma cirrose hepática decorrente do alcoolismo.

## Tentativas de reabilitação
O processo de reabilitação do cantor na memória coletiva já é longo e não sem alguns percalços. Começou no início dos anos 90 quando Simonal obteve documentos da Presidência da República que, após vasculhar os arquivos dos serviços de informação, informavam que nada fora encontrado sobre a associação do cantor com os denominados serviços. Assim, o cantor voltou a aparecer na mídia como uma vítima do clima da ditadura militar que provocava patrulhamentos.
O artista acabaria morrendo sem conseguir sair do ostracismo.
Em 2002, a pedido da família, a Comissão Nacional de Direitos Humanos da Ordem dos Advogados do Brasil (OAB) abriu um processo para apurar a veracidade das suspeitas de colaboração do cantor com os órgãos de informação do regime militar. A comissão analisou documentos da época, manteve contato com pessoas do meio artístico, como o comediante Chico Anysio e os cantores Ronnie Von e Jair Rodrigues, e analisou reportagens publicadas nos jornais. Em notícia veiculada em 1992 pelo Jornal da Tarde, por exemplo, Gilberto Gil e Caetano Veloso, oficialmente perseguidos pelo regime militar, declararam não ter tido problemas de convivência com Simonal, sendo que Veloso ainda elogiou as qualidades de Simonal como artista.
Além de depoimentos de artistas e de material enviado por familiares e amigos, constou do processo um documento de janeiro de 1991, assinado pelo então secretário nacional de Direitos Humanos, José Gregori, no qual atestava que, após pesquisa realizada nos arquivos de órgãos federais, como o SNI e o CIEx, não foram encontrados registros de que Simonal tivesse sido colaborador, servidor ou prestador de serviços daquelas organizações.
Em 2003, concluído o processo, Wilson Simonal foi moralmente reabilitado pela Comissão Nacional de Direitos Humanos da Ordem dos Advogados do Brasil (OAB), em julgamento simbólico.
Em 2009, foi lançado o documentário Simonal - Ninguém Sabe o Duro que Dei, dirigido por Claudio Manoel (da troupe Casseta & Planeta), Micael Langer e Calvito Leal, que tenta resgatar a trajetória de vida do cantor, baseando-se em depoimentos e traçando um retrato simpático ao cantor, apesar de contar com um longo testemunho de Raphael Viviani. O filme mostra que a popularidade do cantor chegou a rivalizar com a dos artistas da Jovem Guarda e chega a conclusões sobre o seu ostracismo, sobre o qual Claudio Manoel chegou a dizer que Simonal "pagou uma pena dura demais, desproporcional ao que ele fez, porque sua condenação foi até o fim da vida. Para ele, não teve anistia".
No mesmo ano, também foi lançada a biografia Nem Vem que Não Tem - A Vida e o Veneno de Wilson Simonal. Nela, segundo Marcus Preto, repórter do jornal Folha de S.Paulo, seu autor, o jornalista Ricardo Alexandre, apresenta fatos que tentam levar o leitor a acreditar na inocência alegada por Simonal. A narrativa desenvolvida no livro sustenta que, para se inocentarem, os agentes do Dops que torturaram o contador teriam improvisado uma farsa: Viviani seria um possível terrorista denunciado por Simonal. Para dar um ar de credibilidade à história, o cantor assinou documento em que se assumia acostumado a "cooperar com informações que levaram esta seção [o Dops] a desbaratar por diversas vezes movimentos subversivos no meio artístico".
A Folha voltou a contestar as tentativas de reabilitação em reportagem onde apresentava o processo no qual Simonal era citado como colaborador das Forças Armadas e informante do DOPS, citando ainda um acórdão do Tribunal de Justiça do Rio de Janeiro de 1976, que também se referia à sua condição de colaborador.
Claudio Manoel, produtor e diretor do documentário Simonal - Ninguém Sabe o Duro que Dei, rebateu os relatos segundo ele "sensacionalistas" da Folha dizendo que no processo de 1971, "em sua argumentação final, o ilustre meritíssimo alega que não tem como julgar os agentes do DOPS, já que estávamos vivendo um estado de exceção e, por isso, ele não tinha competência para julgar atos que poderiam ser de 'segurança nacional', mas Wilson Simonal, que era civil, não tinha esse tipo de 'cobertura', portanto pena de 5 anos e 4 meses pra ele (...) Se em 1971 fosse provado que ele era um colaborador, ele não seria julgado por isso, seria condecorado".
Em 2011, foi lançado o livro Simonal: quem não tem swing morre com a boca cheia de formiga, do historiador Gustavo Alonso, pela Editora Record. Nele o autor mostra um painel complexo dos anos 60/70, deixando claro que Simonal não foi o único que flertou com o regime, e problematiza a recente reabilitação do cantor. Alonso aponta uma instigante questão: sendo Simonal vítima ou algoz, a sociedade continua se vendo como resistente ao regime ditatorial, algo que o historiador busca questionar. Ele mostra como vários artistas da MPB flertaram com a ditadura, dentre eles Elis Regina, Jair Rodrigues, Tom Jobim, João Nogueira, o grupo Os Originais do Samba, artistas como Tonico e Tinoco, os tropicalistas, Jorge Ben, e até Chico Buarque, dentre vários outros. O autor nega que o racismo tenha sido preponderante para o ostracismo de Simonal, que, junto da grande maioria da população, era um defensor da ideia vulgar da "democracia racial". A concepção de que Simonal teria sofrido "racismo" por parte da sociedade contribui, segundo Alonso, para a vitimização do cantor, que finalmente também pôde entrar no panteão das "vítimas" do regime, ou seja, ao lado da sociedade também "vitimizada", que sente dificuldade de se reconhecer no papel de algoz. Para o historiador, a forma vitimizada de se recordar Simonal nos dias de hoje não problematiza o apoio da sociedade ao regime e se cala sobre o principal motivo da exclusão do cantor: o flerte incessante com a cultura de massa através da pilantragem e a concorrência com o Tropicalismo na modernização antropofágica da música brasileira.
Em 5 de setembro de 2012, o Jornal do Brasil publicou matéria na qual divulgou documentos de 1971 considerados secretos pelos militares, nos quais constavam nomes de artistas tidos como simpatizantes da ditadura e que por isso estavam supostamente sendo perseguidos por publicações como O Pasquim e A Última Hora; dentre nomes como Agnaldo Timóteo, Antônio Marcos, Clara Nunes, Wanderley Cardoso e Roberto Carlos, entre outros, estava também Wilson Simonal.

## Discografia

### Estúdio
- 1963 - Tem "Algo Mais"
- 1964 - A Nova Dimensão do Samba
- 1965 - Wilson Simonal
- 1965 - S'imbora
- 1966 - Vou Deixar Cair...
- 1967 - Alegria, Alegria !!!
- 1968 - Alegria, Alegria Volume 2 ou Quem não Tem Swing Morre com a Boca Cheia de Formiga
- 1969 - Alegria, Alegria Volume 3 ou Cada um Tem o Disco que Merece
- 1969 - Alegria, Alegria Volume 4 ou Homenagem à Graça, à Beleza, ao Charme e ao Veneno da Mulher Brasileira
- 1970 - México '70 (lançado apenas no mercado mexicano na época, chegou ao Brasil em 2010)
- 1970 - Simonal
- 1971 - Jóia, Jóia
- 1972 - Se Dependesse de Mim
- 1973 - Olhaí, Balândro... É Bufo no Birrolho Grinza!
- 1974 - Dimensão 75
- 1975 - Ninguém Proíbe o Amor
- 1977 - A Vida É só pra Cantar
- 1979 - Se todo mundo Cantasse Seria bem mais Fácil Viver
- 1982 - Alegria Tropical
- 1983 - Simonal
- 1991 - Os Sambas da minha Terra (lançado apenas no mercado venezuelano na época, chegou ao Brasil em 2010)
- 1995 - Brasil
- 1998 - Bem Brasil - Estilo Simonal

### Ao vivo
- 1967 - Show em Simonal

### Compactos simples
- 1961 - Teresinha / Biquinis e Borboletas
- 1962 - Eu te Amo / Beija meu Bem
- 1963 - Está Nascendo um Samba / Garota Legal
- 1963 - Walk Right In / Fale de Samba que Eu Vou
- 1964 - Nanã / Lobo Bobo
- 1965 - Garota Moderna / Juca Bobão
- 1966 - Se você gostou / Mangangá
- 1966 - Mamãe Passou Açúcar em Mim / Tá por Fora
- 1966 - Carango / Enxugue os Olhos
- 1967 - A Praça / Ela É Demais
- 1967 - Tributo a Martin Luther King / Deixa quem quiser falar
- 1967 - Nem Vem Que não Tem / Escravos de Jó
- 1967 - Duas Contas / Balada do Vietnã
- 1967 - Belinha / Samba do Carioca
- 1967 - O Milagre / O Apito no Samba
- 1967 - Alegria, Alegria / Pata, Pata
- 1968 - De como um Garoto Apaixonado Perdoou por Causa de um dos Mandamentos / Sá Marina
- 1968 - Sá Marina / Cai Cai
- 1968 - Correnteza / Meia-volta
- 1969 - País Tropical / Se Você Pensa
- 1970 - Que cada um Cumpra com o seu Dever / Canção nº 21
- 1970 - A Tonga da Mironga do Kabuletê / No Clarão da Lua Cheia
- 1971 - Obrigado, Pelé / Você Abusou
- 1971 - Gemedeira / Tristeza
- 1972 - Noves Fora / Paz e Arroz
- 1973 - Homem de Verdade / Viva em Paz
- 1976 - A Vida É só pra Cantar / Trinta Dinheiros
- 1977 - Meu Ofício É Cantar / Viva a Planta
- 1977 - Compacto Argentina 78: Macumbancheiro / Vamos Vencer
- 1980 - Vinte Meninas / Várzea
- 1984 - Foi Cachaça que Matou / Banho de Alegria

### Compactos duplos
- 1963 - Está Nascendo um Samba / O Estranho na Praia / Garota Legal / O que Eu Faço pra Esquecer
- 1965 - De Manhã / Das Rosas / Cuidado Cantor - Passarinho - Nêga - Não Ponha a Mão - Já Vai? - Na Onda do Berimbau
- 1966 - A Banda / Disparada / Quem Samba, Fica / Máscara Negra
- 1967 - Tributo a Martin Luther King / Deixa quem Quiser Falar / Ela É Demais / Está Chegando a Hora
- 1968 - Samba do Crioulo Doido / Alegria, Alegria / Pata, Pata / A Rosa da Roda
- 1968 - Correnteza / Meia-volta / A Saudade Mata a Gente / Terezinha de Jesus
- 1970 - Kiki / Menininhas do Leblon / Aqui É o País do Futebol / Eu Sonhei que tu Estavas tão Linda
- 1970 - Compacto Promo Shell: Hino do Festival Internacional / Brasil, Eu Fico / Que cada um Cumpra com o seu Dever
- 1970 - Brasil, Eu Fico / Canção nº 21 / Resposta / Que cada um Cumpra com o seu Dever
- 1971 - Na Galha do Cajueiro / Ouriço / África África
- 1973 - Tanauêra / Glória e Paz nas Alturas / Mexericos da Candinha / Quarto de Tereza
- 1976 - Navio Negreiro / O Amor Está no Ar / Escola em Luto / Esses Tempos de Agora
- 1977 - A Vida É só pra Cantar: A Vida É só pra Cantar / Cordão / Trinta Dinheiros / Coisa de Louco
- 1978 - Nós Somos Filhos do mesmo Deus / Quando Ele Dormir / Macumbancheiro / Vamos Vencer

### Coletâneas
- 1974 - Wilson Simonal (lançado apenas no mercado mexicano)
- 1974 - Os Grandes Sucessos de Wilson Simonal
- 1994 - A Bossa e o Balanço
- 1997 - Série Aplauso: Wilson Simonal
- 2002 - De A a Z: Wilson Simonal
- 2004 - Rewind - Simonal Remix
- 2004 - Série Retratos: Wilson Simonal
- 2005 - A Arte de Wilson Simonal
- 2006 - Simonal Canta Tom e Chico
- 2009 - Um Sorriso Pra Você
- 2011 - Nem Vem Que não Tem

### Caixas
- 2004 - Wilson Simonal na Odeon (1961-1971)

### Trilha sonora
- 2009 - Simonal - Ninguém Sabe o Duro que Dei

## Filmografia
- 1958 - Minha Sogra É da Polícia
- 1966 - Na Onda do Iê-iê-iê
- 1970 - É Simonal
- 1971 - Som Alucinante
- 2009 - Simonal - Ninguém Sabe o Duro que Dei
- 2018 - Simonal